# Берлінгтон (Вісконсин)
Берлінгтон (англ. Burlington) — місто (англ. city) в США, в округах Расін і Волворт штату Вісконсин. Населення — 11 047 осіб (2020).

## Географія
Берлінгтон розташований за координатами 42°40′31″ пн. ш. 88°16′19″ зх. д. / 42.67528° пн. ш. 88.27194° зх. д. (42.675280, -88.271921).  За даними Бюро перепису населення США в 2010 році місто мало площу 20,00 км², з яких 19,42 км² — суходіл та 0,59 км² — водойми.

### Клімат
| Клімат : Берлінгтон     | Клімат : Берлінгтон | Клімат : Берлінгтон | Клімат : Берлінгтон | Клімат : Берлінгтон | Клімат : Берлінгтон | Клімат : Берлінгтон | Клімат : Берлінгтон | Клімат : Берлінгтон | Клімат : Берлінгтон | Клімат : Берлінгтон | Клімат : Берлінгтон | Клімат : Берлінгтон | Клімат : Берлінгтон |
| Показник                | Січ.                | Лют.                | Бер.                | Квіт.               | Трав.               | Черв.               | Лип.                | Серп.               | Вер.                | Жовт.               | Лист.               | Груд.               | Рік                 |
| Абсолютний максимум, °C | 15,6                | 16,7                | 27,8                | 32,2                | 34,4                | 38,9                | 40,6                | 38,9                | 38,3                | 32,2                | 24,4                | 18,3                | 40,6                |
| Середній максимум, °C   | −3,3                | −0,8                | 5,6                 | 13,3                | 20,2                | 25,7                | 28,2                | 26,8                | 22,7                | 16,1                | 7,9                 | −0,2                | 13,6                |
| Середній мінімум, °C    | −12,9               | −10,8               | −4,4                | 2,1                 | 7,3                 | 12,7                | 15,6                | 14,4                | 10,1                | 3,8                 | −1,9                | −9,3                | 2,3                 |
| Абсолютний мінімум, °C  | −32,8               | −32,8               | −25                 | −16,1               | −5,6                | 0,0                 | 3,9                 | 3,9                 | −5                  | −9,4                | −22,8               | −27,8               | −32,8               |
| Норма опадів, мм        | 36                  | 28                  | 61                  | 84                  | 76                  | 104                 | 107                 | 102                 | 91                  | 64                  | 66                  | 46                  | 859                 |
| ----------------------- | ------------------- | ------------------- | ------------------- | ------------------- | ------------------- | ------------------- | ------------------- | ------------------- | ------------------- | ------------------- | ------------------- | ------------------- | ------------------- |
| Джерело:                |                     |                     |                     |                     |                     |                     |                     |                     |                     |                     |                     |                     |                     |

## Демографія
Згідно з переписом 2010 року, у місті мешкали 10 464 особи в 4240 домогосподарствах у складі 2702 родин. Густота населення становила 523 особи/км².  Було 4529 помешкань (226/км²).
Расовий склад населення:
| - 92,8 % — білих - 1,1 % — азіатів - 0,9 % — чорних або афроамериканців - 0,4 % — корінних американців - 3,4 % — осіб інших рас |

До двох чи більше рас належало 1,5 %. Частка іспаномовних становила 8,6 % від усіх жителів.
За віковим діапазоном населення розподілялося таким чином: 25,4 % — особи молодші 18 років, 59,6 % — особи у віці 18—64 років, 15,0 % — особи у віці 65 років та старші. Медіана віку мешканця становила 38,6 року. На 100 осіб жіночої статі у місті припадало 91,3 чоловіків;  на 100 жінок у віці від 18 років та старших — 87,4 чоловіків також старших 18 років.
Середній дохід на одне домашнє господарство  становив 59 763 долари США (медіана — 52 822), а середній дохід на одну сім'ю — 72 370 доларів (медіана — 69 716). Медіана доходів становила 43 803 долари для чоловіків та 37 260 доларів для жінок. За межею бідності перебувало 13,4 % осіб, у тому числі 25,5 % дітей у віці до 18 років та 4,1 % осіб у віці 65 років та старших.
Цивільне працевлаштоване населення становило 5564 особи. Основні галузі зайнятості: освіта, охорона здоров'я та соціальна допомога — 24,0 %, виробництво — 15,8 %, роздрібна торгівля — 13,1 %.